# Kenninghall
Kenninghall är en ort och civil parish i Storbritannien.   Den ligger i grevskapet Norfolk och riksdelen England, i den sydöstra delen av landet, 130 km nordost om huvudstaden London. Kenninghall ligger 33 meter över havet och antalet invånare är 950.
Terrängen runt Kenninghall är platt, och sluttar västerut. Runt Kenninghall är det ganska tätbefolkat, med 104 invånare per kvadratkilometer. Närmaste större samhälle är Attleborough, 9,3 km norr om Kenninghall. Trakten runt Kenninghall består till största delen av jordbruksmark.